# Memorial General Jose de San Martin
O Memorial General Jose de San Martin é uma estátua equestre que comemora o general argentino e líder da independência José de San Martín em Washington, DC, Estados Unidos.
O memorial está localizado na Virginia Avenue e na 20th Street NW em Foggy Bottom, Washington, DC, próximo ao Departamento de Estado dos Estados Unidos.
O memorial foi esculpido por Augustin-Alexandre Dumont a partir de 1924. É uma réplica de um original localizado na Plaza San Martín em Buenos Aires. O memorial foi um presente da Argentina para os Estados Unidos e foi dedicado em 28 de outubro de 1925. O presidente Calvin Coolidge falou na dedicação. Foi rededicado em 6 de outubro de 1976.